# Millertown
Millertown es un pueblo canadiense situado en la provincia de Terranova y Labrador.

## Superficie
Millertown tiene una superficie de 3,08 km².

## Demografía
En 2021, tenía 87 habitantes, una densidad poblacional de 28,3 hab./km², y 49 viviendas.